# 潘瑋柏
潘瑋柏（Wilber "Will" Pan，1980年8月6日—），臺灣創作男歌手、演員、主持人。2023年，擔任《2023中国好声音》老師。

## 生平

### 早年
潘瑋柏1980年出生於美國西維吉尼亞州。7歲時遷居臺灣後，就學於臺北市中山區大直國民小學、臺北市私立道明外僑學校。
1999年畢業於臺北美國學校後，潘瑋柏於加州州立理工大學波莫納分校主修大眾傳播。潘瑋柏曾是中學籃球校隊隊長和大學籃球校隊隊員，大學暑假期間去臺灣的電台打工。

### 演藝經歷
潘瑋柏1999年參加中廣「流行之星」進入總決賽，獲得多方面矚目。2000年參加NMG和BMG於美國洛杉磯合作舉辦的歌唱比賽，並獲得最佳形象獎。2001年作為電視台VJ正式進入台灣演藝圈，之後因主演《麻辣鮮師》而开始在台湾演艺圈崭露头角，並於2002年發行第一張錄音室專輯《壁虎漫步》，到2003年凭《我的麥克風》，《愛上未來的你》等歌曲逐步走红。
2011年10月憑藉戲劇《愛無限》中梁景晧一角奪得第46屆金鐘獎戲劇節目男主角獎。
潘瑋柏於2014年6月發行個人第十張錄音室專輯《王者丑生》，之後於2014年10月為「伊殿園演唱會」彩排時受傷，頭部傷口約17公分，演唱會因此取消，並於翌年1月舉辦「伊殿園王者歸來演唱會」。
2017年起，在中國大陸綜藝節目《中國有嘻哈》、《中國新說唱》中擔任過製作人，評判參賽學員。

### 經商

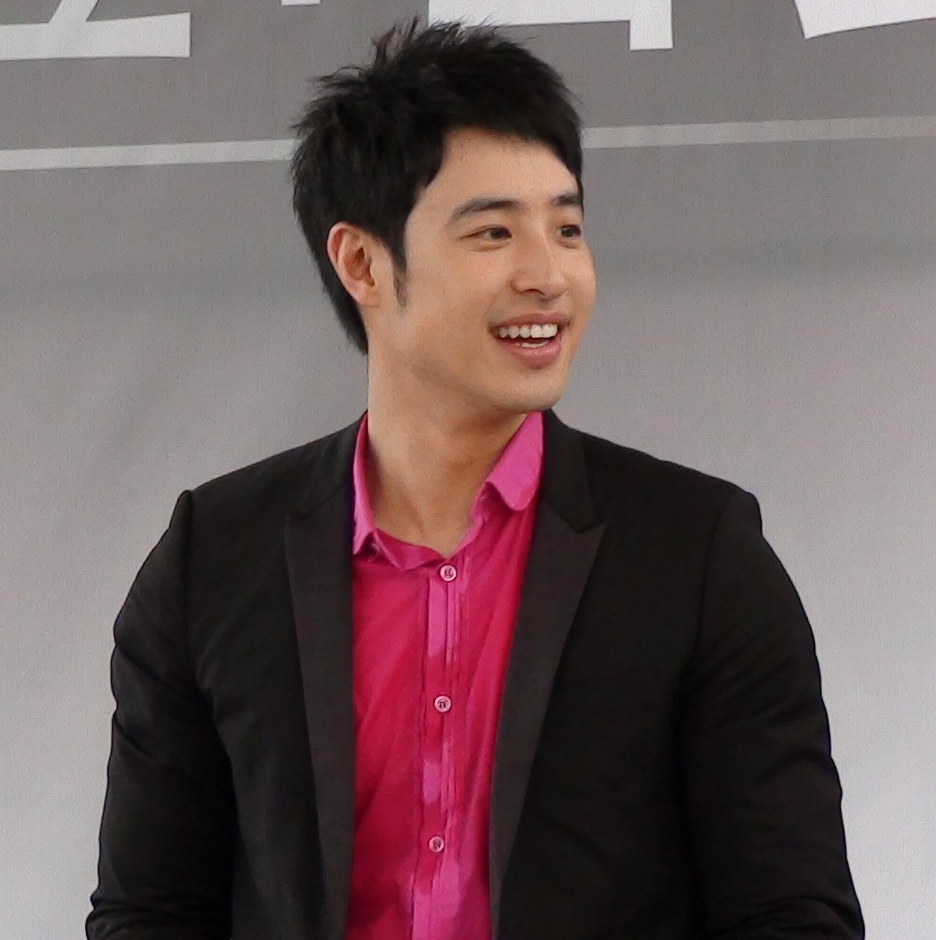
2009年，潘瑋柏於新加坡

潘瑋柏於2009年與中國大陸主持人李晨合作成立潮服店NPC，該品牌於北京和上海開設實體店鋪，並於線上購物平台淘寶網開設網路店舖。2011年成立個人服飾品牌Undisputed，意為無可爭議的。之後成立軟體公司Camigo並擔任設計者，並與友人合作設計遊戲軟體「熊貓屁王」，於世界各地獲得下載榜第一名的成績，至今於下載量突破300萬，之後陸續推出「豬爆彈」、「尋找熊貓屁王」、「uMatch」、「鬥魚」等遊戲軟體。潘瑋柏於2016年投資其髮型師貓王成立髮廊並親自命名Faze。

### 抄襲事件
潘瑋柏於2017年發行的專輯《異類》中的歌曲《失眠》的副歌旋律與韓國團體Highlight（原名Beast）成員龍俊亨於2014年節目《Showtime: Burning the Beast》中創作的歌曲雷同，之後歌曲《失眠》的共同創作者房振剛發表聲明道歉並承認失誤，潘瑋柏所屬華納唱片也緊急下架該歌曲。

## 個人生活
2020年7月27日，潘瑋柏於個人的社群網站帳號微博宣佈已婚，妻子為空姐Luna宣云。2023年11月29日，兩人在峇里島烏魯瓦圖阿麗拉別墅飯店（Alila Villas Uluwatu）補辦婚宴。

## 音樂作品
1. 《壁虎漫步》（2002/12/20）
2. 《我的麥克風》（2003/09/18）
3. 《Wu Ha》（2004/09/06）
4. 《高手》（2005/07/08）
5. 《反轉地球》（2006/06/23）
6. 《玩酷》（2007/09/14）
7. 《零零七》（2009/05/22）
8. 《808》（2011/01/14）
9. 《24個比利》（2012/08/31）
10. 《王者丑生》（2014/06/13）
11. 《illi 異類》（2017/08/11）
12. 《Mr. R&Beats節奏先生》（2020/09/10）

## 演唱會

### 小型演唱會
- 慶功演唱會

### 巡迴演唱會
- 潘瑋柏反轉地球巡迴演唱會
- I'm will 潘瑋柏未來世界巡迴演唱會
- 釋放自己世界巡迴演唱會
- Alpha創使者世界巡迴演唱會
- 創使者Coming home世界巡迴演唱會
- 狂愛巡迴演唱會
- 狂愛2.0巡迴演唱會

## 演出作品

### 電視劇
| 年份 | 頻道               | 名稱             | 角色          |
| ---- | ------------------ | ---------------- | ------------- |
| 2001 | 華視、八大綜合台   | 麻辣鮮師         | 韓兆傑(MONEY) |
| 2002 | 中視               | 麻辣高校生       | 韓兆傑(MONEY) |
| 2003 | 臺視               | 心動列車         | JACK/客串     |
| 2003 | 華視               | 無河天           | 潘瑋柏/客串   |
| 2008 | 華視、八大綜合台   | 不良笑花         | 唐門          |
| 2009 | 華視、中天娛樂台   | 熊貓人           | JASON/客串    |
| 2010 | 華視、八大綜合台   | 愛無限           | 梁景晧        |
| 2014 | 中天综合台、乐视网 | PMAM之美好偵探社 | 伊恩客串      |
| 2017 | 愛奇藝             | 不得不爱         | 胡騫予        |

### 配音
| 年 份 | 片 名               | 角 色         |
| ----- | ------------------- | ------------- |
| 2008  | 功夫熊貓 臺灣版     | 主角熊貓-阿波 |
| 2011  | 功夫熊貓2 臺灣版    | 主角熊貓-阿波 |
| 2011  | 牛兄牛弟 劉德華製片 | 主角-安逗     |

## 主持作品
| 年份 | 頻道                                            | 名稱                                         |
| ---- | ----------------------------------------------- | -------------------------------------------- |
| 2001 | Channel V                                       | [V]式會社                                    |
| 2001 | Channel V                                       | 南方哇靠妖                                   |
| 2001 | Channel V                                       | 大韓流                                       |
| 2002 | Channel V                                       | 拍拍走                                       |
| 2002 | TVBS-G                                          | La Mode News                                 |
| 2003 | Channel V                                       | 嗆嘻哈                                       |
| 2003 | Channel V                                       | 精舞門                                       |
| 2004 | Channel V                                       | Will秀                                       |
| 2004 | Channel V                                       | 誰來挑戰                                     |
| 2004 | Channel V                                       | 勁爆點 - 可口可樂瑋柏秀(中國大陸)            |
| 2015 | 深圳衛視                                        | 閃亮的爸爸（高雲翔、陳一冰、黃子韜共同出演） |
| 2016 | 浙江衛視，愛奇藝，JTBC                          | 我去上學啦 (中國)第二季 (第1-4集嘉賓）       |
| 2017 | 東方衛視                                        | 挑戰的法則                                   |
| 2017 | 愛奇藝                                          | 中國有嘻哈 (明星制作人)                      |
| 2017 | 江蘇衛視                                        | 我們相愛吧第三季 (無尾熊夫婦)                |
| 2017 | 江蘇衛視                                        | 來吧，兄弟                                   |
| 2018 | 愛奇藝                                          | 中國新說唱 (明星制作人)                      |
| 2018 | 浙江卫视                                        | 最优的我们 (明星教頭)                        |
| 2018 | 台視                                            | 聲林之王 (飛行導師)                          |
| 2019 | 江蘇衛視                                        | 百變達人 (百變星賞人)                        |
| 2019 | 腾讯视频                                        | 籃球大唱片                                   |
| 2019 | 愛奇藝                                          | 中國新說唱第二季 (明星制作人)                |
| 2019 | 愛奇藝                                          | 潮流合夥人                                   |
| 2019 | 台視                                            | 聲林之王2（飛行導師）                        |
| 2020 | YouTube、ETtoday新聞雲、 中天電視、台視、愛奇藝 | 菱格世代Dancing Diamond 52（擔任首席導師）   |
| 2020 | 愛奇藝                                          | 中國新說唱第三季 (廠牌主理人)                |
| 2020 | 湖南衛視                                        | 嗨唱轉起來第二季                             |
| 2021 | 愛奇藝                                          | 青春有你第三季（RAP導師）                    |
| 2021 | 愛奇藝                                          | 少年說唱企劃（A&R市場總監）                  |
| 2022 | 愛奇藝                                          | 中國說唱巔峰對決(特邀解說員)                 |
| 2022 | 芒果TV                                          | 披荊斬棘(選手)                               |
| 2023 | 浙江衛視                                        | 2023中国好声音(導師)                         |
| 2024 | 江蘇衛視、優酷                                  | 音你而來(節目成員)                           |

## 出版作品

### 書籍著作
| 年 份 | 書 名                               | 贈 品                                     |
| ----- | ----------------------------------- | ----------------------------------------- |
| 2003  | 潘瑋柏寫真應援書                    |                                           |
| 2004  | 就是不想學文法-潘帥情境式英文不囉嗦 | 內附潘瑋柏親自發音教學CD乙片，瑋柏L資料夾 |
| 2004  | 潘瑋柏 & Jason's HIP HOP            |                                           |
| 2005  | Cool Play雙帥最激演唱寫真筆記書     |                                           |
| 2008  | 不良笑花求愛全紀錄                  |                                           |

## 翻唱作品
| 原唱                              | 翻唱                                  |
| --------------------------------- | ------------------------------------- |
| JNC / 过了一天                    | 潘玮柏 / 不要忘了我                   |
| Free Style / Y(PleaseTell Me Why) | 潘玮柏 / 不得不爱                     |
| 李政 / 看我                       | 潘玮柏 / 禅舞不二                     |
| 李宰镇 / Double J                 | 潘玮柏 / 我的麦克風                   |
| Jewelry / How are you             | 潘玮柏 / Howare you                   |
| JTL / Bow Wow                     | 潘玮柏 / 咖哩辣椒                     |
| 李基灿 / 感冒                     | 潘玮柏 / 我们都会错                   |
| Se7en / Baby lLikeYou Like That   | 潘玮柏 / I like you like that         |
| 5tion / come 2 my love            | 潘玮柏 / 说到做到                     |
| 1TYM / 母亲                       | 潘玮柏 / 壁虎漫步                     |
| 1TYM / Good Love                  | 潘玮柏 / Good Love                    |
| Jinusean&严正花 / 告诉我          | 潘玮柏 / Tell Me                      |
| Turtles / Come on                 | 潘玮柏 / 快乐崇拜                     |
| SMTown / Angel Eyes               | Energy-许慧欣-潘玮柏 / Universal Love |
| 张佑赫 / Fip Reverse              | 潘玮柏 / 声东击西                     |
| Juku Jueng / Kiss                 | 潘玮柏 / Kiss Night                   |
| Sang Sang Band / Huha Huha        | 潘玮柏 / WuHaWuha                     |

## 外部連結
- 官方网站
- 潘瑋柏的Facebook專頁
- 潘瑋柏的Instagram帳戶
- 潘瑋柏的X（前Twitter）
- YouTube上的潘瑋柏頻道